# Casa Fuerte Románica Juvinyá
La Casa Fuerte de Juvinyá o estancia de Juvinyá se encuentra en el municipio San Juan les Fonts en la comarca de La Garrocha, siendo uno de los mejores ejemplos conservados de arquitectura civil de época medieval de esta comarca.

## Historia
Una vez pasado el año 1000 apareció un estamento intermedio entre la nobleza y el campesinado alodial: los caballeros. Estos, junto con los alcaldes y veguers, los grandes señores laicos y eclesiásticos, eran los que poseían más tierras después de los grandes señores. En las localidades donde tenían residencia solían construir una casa fuerte que muchas veces hacía la función de molino.
Los que construyeron la Casa Fuerte de Juvinyá debían pertenecer a este estamento bajo de la clase señorial. El señor más antiguo de este lugar fue Ramón de las Fuentes, quien en 1191 hizo de testigo en la concesión hecha por Ponç de Cervera, lugarteniente del vizconde de Bas, a Oliver, prior de San Juan les Fonts, en cuanto al permiso de moler cereales en los molinos del vizcondado.
Urraca, la hija de Ramón de las Fuentes, se casó con Guillermo de Juvinyá y desde ese momento la casa pasó a llevar el nombre de los Juvinyá. Esta familia poseyó la casa durante el resto de la Edad Media, además de caballeros hacían de recaudadores de tasas (alcalde de saco) en el priorato de San Juan.
Ya en el siglo XV las casas y las tierras de Juvinyá fueron adquiridas por Miquel Planas, quien, durante la guerra civil catalana del siglo XV, perdió sus bienes en beneficio de Clemente de Cabrera.
En el siglo XVI perteneció a una familia de campesinos que tomó el nombre de Juvinyá. A principios del siglo XVIII los Juvinyá campesinos vendieron la estancia a Pere Rovira, que la vendió a Jacint Hermano, que vendió a José de Trincheria. Durante mucho tiempo los arrendatarios de la estancia se dedicaron a la agricultura.
La estancia sirvió para dar nombre a la calle de Juvinyá, donde existía la fábrica textil de los hermanos Bassols y de Llorenç Ponç y Poner Comas. Uno de sus últimos masoveros, Lluís Llongarriu, explicó que durante el cólera de 1885 pasó un entierro por delante de la estancia. Los colonos, a pesar de la gran cantidad de defunciones cuando pasó el séquito, salieron a la calle para acompañar a los familiares en el duelo.
La Casa Fuerte fue de los Trincheria hasta que, ya en nuestros tiempos, el ayuntamiento la adquirió, es propiedad municipal y es la sede principal del Centro de Interpretación del Territorio de la Garrocha.
El castillo, declarado Monumento de Interés Nacional en 1972, está totalmente restaurado y se puede visitar en las fechas y horarios establecidos que se pueden consultar en la web del Ayuntamiento.

## Edificio
La Casa Fuerte está compuesta de una torre de planta cuadrada y una sala, que fueron construidos en diferentes épocas. Primero se edificó la torre, y más tarde, la sala.